# Vipera nikolskii
Vipera nikolskii is een giftige slang uit de familie adders (Viperidae). 

## Naam en indeling
De wetenschappelijke naam van de soort werd voor het eerst voorgesteld door Valery Iosiphovich Vedmederja, V.N. Grubant & A.V. Rudajewa in 1986. Later werd de wetenschappelijke naam Pelias nikolskii gebruikt. Vipera nikolskii werd lange tijd beschouwd als een ondersoort van de (gewone) adder (Vipera berus).
De soortaanduiding nikolskii is een eerbetoon aan de Russische herpetoloog Alexander Mikhajlovič Nikolsky (1858 – 1942).

## Verspreidingsgebied
Vipera nikolskii komt voor in delen van Europa en leeft in de landen Oekraïne, Rusland, Roemenië en Moldavië.